# Піонерська вулиця (Київ)
Піоне́рська ву́лиця — зникла вулиця, що існувала в Залізничному районі (нині — Солом'янський) міста Києва, місцевість Чоколівка, селище Першого травня. Пролягала від вулиці Авіації (нині — вулиця Авіаконструктора Антонова) до Соціалістичної вулиці.

## Історія
Вулиця виникла наприкінці 1920-х — на початку 1930-х років під такою ж назвою, з 1944 року — Гребінківська вулиця (фактично продовжувалося використання попередньої назви).
З початку 1980-х років має назву вулиця Янки Купали.